# Microphyes minima
Microphyes minima là loài thực vật có hoa thuộc họ Cẩm chướng. Loài này được (Miers ex Colla) Briq. mô tả khoa học đầu tiên năm 1911.